# Williams FW33
Williams FW33 — гоночний автомобіль з відкритими колесами команди AT&T WilliamsF1 Team, побудований для участі в сезоні Формули-1 2011 року.

## Історія виступів
Дебют машини відбувся 1 лютого 2011 року на трасі імені Рікардо Тормо у Валенсії. Під час перших сесій передсезонних тестів болід був пофарбований у синій колір — команда продовжувала переговори з потенційними партнерами.
24 лютого команда Williams провела «технічну» презентацію нової машини. FW33 отримала нову розмальовку, що нагадує кольори історичних моделей команди середини 1990-х років, зокрема чемпіонської Williams FW18. Презентація транслювалася в прямому ефірі на офіційному вебсайті команди..